# بيلي كيلر
بيلي كيلر (بالإنجليزية: Billy Keller)‏ مواليد 30 أغسطس 1947 في إنديانابوليس، هو مدرب كرة سلة أمريكي ولاعب معتزل. بدأ مسيرته الاحترافية في سنة 1969. تم اختياره من قبل فريق ميلووكي باكز خلال الدرافت. يبلغ طوله 5 قدم 10 بوصة (1.8 م). اعتزل اللعب في 1976.

## روابط خارجية
- بيلي كيلر على موقع سبورتس رفرنس (الإنجليزية)
- بيلي كيلر على موقع كلية كرة السلة في سبورتس رفرنس.كوم (الإنجليزية)
- بيلي كيلر على موقع ريلجم (الإنجليزية)
- بيلي كيلر على موقع بروبوليرز (الإنجليزية)